# Parafia Ewangelicko-Augsburska św. Krzysztofa we Wrocławiu
Parafia Ewangelicko-Augsburska św. Krzysztofa we Wrocławiu – luterańska parafia we Wrocławiu, należąca do diecezji wrocławskiej Kościoła Ewangelicko-Augsburskiego w RP. Jej siedziba mieści się przy ulicy Partyzantów 60, a kościół parafialny przy pl. św. Krzysztofa 1.

## Historia

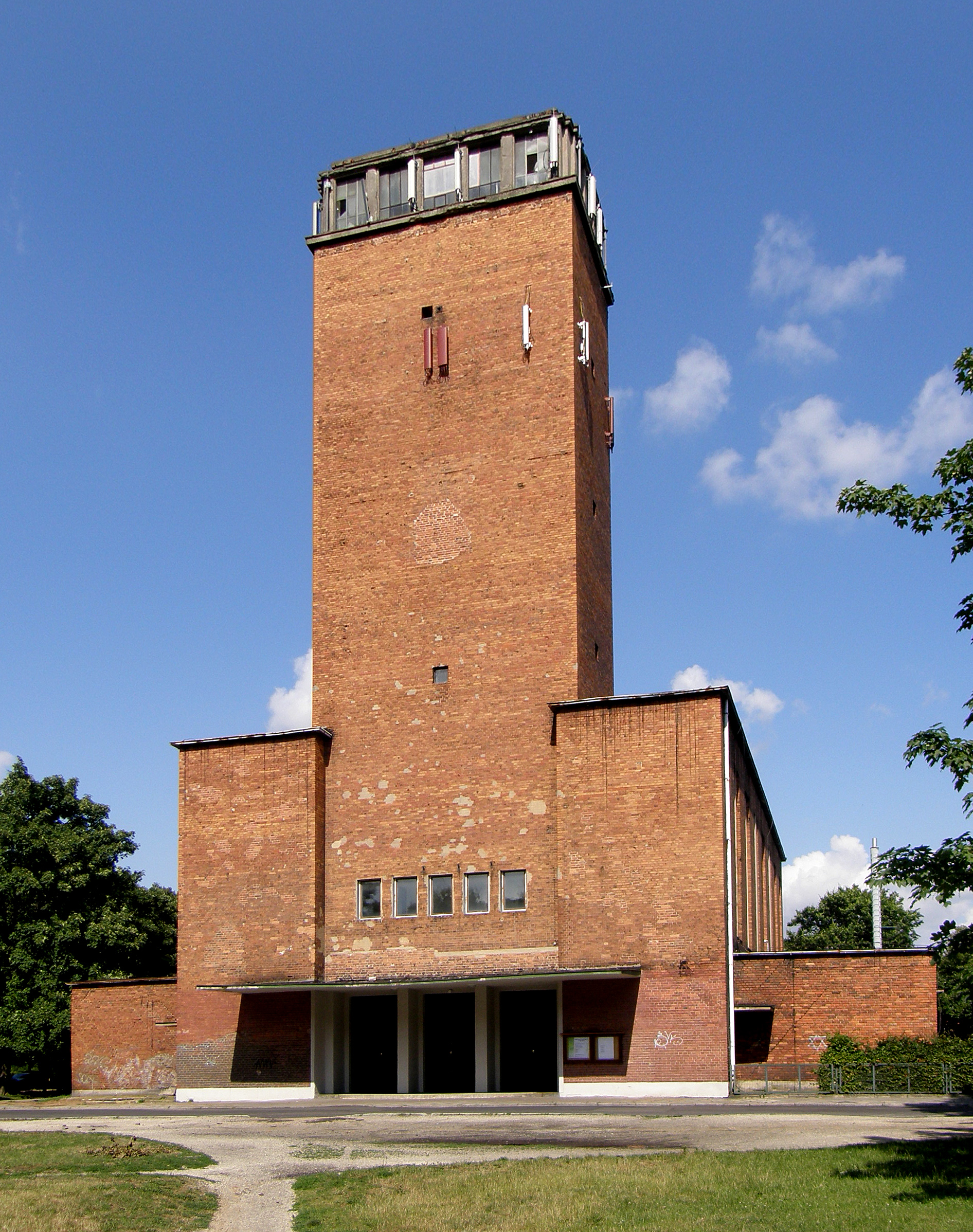
Kościół Gustawa Adolfa

Pierwsze nabożeństwo ewangelickie we Wrocławiu odbyło się 21 października 1523 i poprowadzone było przez ks. Jana Hessa w kościele Marii Magdaleny. Do tamtejszej parafii należał również kościół św. Krzysztofa. Około 1560 w budynku kościoła św. Krzysztofa rozpoczęła ponadto działalność polska szkoła ewangelicka, funkcjonująca do około 1720.
W kościele św. Krzysztofa jeszcze za czasów przedreformacyjnych odbywały się posługi religijne dla polskojęzycznych wiernych. Pierwszym polskim ewangelickim duchownym był Michał Buck, pracujący w kościele w latach 1550–1560. Jego następcą został Mikołaj Siderius pochodzący z Lubelszczyzny. Ufundował on księgozbiór dla polskiej biblioteki kościelnej. Kolejnym duchownym zboru polskiego został Michael Kush, który przygotował wydany w 1646 słownik niemiecko-polsko-łaciński. W kościele pracował Paweł Twardy, który opublikował dzieła takie jak „Postylla S. Dambrowskiego” oraz „Modlitwy dla nabożeństwa chrześcijanina”. Przy kościele św. Krzysztofa powstała następnie samodzielna parafia. Kazania w języku polskim głoszone tu były do 1888. Wówczas parafia św. Krzysztofa została włączona w struktury parafii św. Marii Magdaleny, a kościół św. Krzysztofa stał się ponownie jej kościołem filialnym. W wyniku działań wojennych w 1945 budynek kościoła uległ zniszczeniu w 75%. 
W związku z przekazaniem kościoła św. Marii Magdaleny na rzecz parafii polskokatolickiej, nabożeństwa parafii ewangelickiej św. Marii Magdaleny, prowadzącej posługi religijne dla pozostałych tu osób narodowości niemieckiej, odbywały się w zakrystii jej dawnego kościoła parafialnego. Natomiast kościół św. Krzysztofa odbudowywany był etapami. Prace prowadzono w latach 1947–1949 i 1957–1958. W 1958 został on otwarty do użytkowania (inauguracyjne nabożeństwo miało miejsce 27 kwietnia 1958) i przekazany na własność ewangelickiej parafii św. Marii Magdaleny, w skład której jako kościół filialny wchodził przed II wojną światową. Parafia ta została przekształcona w jeden ze „zborów niepolskich”, jednostek funkcjonujących w ramach Kościoła Ewangelicko-Augsburskiego w PRL, jednak niestanowiących jego integralnej części. Zbory te podlegały bezpośrednio Biskupowi Kościoła, który pośredniczył w kontaktach między nimi, a Urzędem do Spraw Wyznań, natomiast opieka duszpasterska Kościoła Ewangelicko-Augsburskiego nad nimi ograniczała się do wysyłania jego księży do pracy w tych wspólnotach z uwagi na brak własnych duszpasterzy tych zborów, co spowodowane było ich wysiedleniem lub wyjazdami do Niemiec. Członkami wrocławskiego „zboru niepolskiego” zostali głownie byli członkowie parafii św. Marii Magdaleny, a kościołem wspólnoty stał się kościół św. Krzysztofa. Zbór przejął zachowane księgi chrztów, konfirmacji, ślubów, pogrzebów i ogłoszeń parafialnych z parafii św. Marii Magdaleny, a także jej zbiory biblioteczne. Zachował również liturgię Ewangelickiego Kościoła Unii Staropruskiej używaną na Śląsku, która była stosowana w dawnej parafii, jak również korzystanie ze śpiewników wydrukowanych początkiem XX wieku. 
Prace przy rekonstrukcji budynku kościoła były kontynuowane w latach 1966–1970 oraz 1996–1999. Jego wyposażenie zostało przeniesione z innych kościołów ewangelickich.
Parafia św. Krzysztofa została oficjalnie utworzona decyzją Konsystorza z 1 lutego 1993 w wyniku przekształcenia wrocławskiego „zboru niepolskiego” w samodzielną parafię o charakterze niemieckim. Postanowienie to zostało potwierdzone przez wojewodę wrocławskiego, kiedy 26 lutego 1993 została jej nadana osobowość prawna. W skład parafii św. Krzysztofa we Wrocławiu weszły wszystkie „zbory niepolskie” prowadzące działalność na terenie Dolnego Śląska. W 1994 jej pierwszym proboszczem został ks. Ryszard Borski, pełniący do tej pory funkcję duszpasterza osób narodowości niemieckiej.
6 listopada 1996 doszło do zwrotu Kościóła Pamięci Króla Gustawa Adolfa wraz z dawnym budynkiem parafialnym na rzecz Kościoła Ewangelicko-Augsburskiego. Po jego remoncie zakończonym powtórną konsekracją w 1999 r. stał się kościołem filialnym parafii św. Krzysztofa. W pozyskanym budynku sąsiadującym z kościołem powstała plebania, dom zborowy, kancelaria parafialna oraz mieszkania dla jej pracowników i pokoje gościnne.
W 2006 stanowisko proboszcza objął ks. Andrzej Fober. 
W 2018 parafia liczyła około 120 wiernych. Posiadała wówczas filiały w Jeleniej Górze (nabożeństwa w drugą sobotę miesiąca w kościele Zbawiciela w Jeleniej Górze-Cieplicach), Legnicy (nabożeństwa w pierwszą i trzecią niedzielę miesiąca oraz w Wigilię w kościele Marii Panny), Lubaniu (nabożeństwa w drugą sobotę miesiąca w kościele Marii Panny), Świdnicy (nabożeństwa w czwartą sobotę miesiąca w „Domu Lutra”) oraz Wałbrzychu (nabożeństwa w drugą niedzielę i czwartą sobotę miesiąca oraz w Wigilię w kościele Zbawiciela). Wszystkie nabożeństwa w parafii odbywały się w języku niemieckim.
Ksiądz Andrzej Fober pracował jako proboszcz parafii do 2021. 1 sierpnia 2021 nowym proboszczem-administratorem został ks. Karol Długosz.
W 2021 zainaugurowana została działalność Koła Pań, prowadzonego przez żonę proboszcza. Spotkania koła odbywają się raz w miesiącu w budynku plebanii na Sępolnie.
W latach 2010–2022 działalność muzyczną w parafii reprezentował Kantorat Zeggerteum, który występował zarówno podczas nabożeństw, jak i koncertów. Parafia do 2022 r. wydawała także dwujęzyczny kwartalnik Christophoribote.

## Działalność
Parafia prowadzi opiekę duszpasterską nad wiernymi używającymi języka niemieckiego i zamieszkującymi terytorium Dolnego Śląska, będąc spadkobiercą działających na tym obszarze do 1993 ewangelickich „zborów niepolskich” skupiających autochtonicznych mieszkańców regionu. Do parafii należą także wierni polskojęzyczni z terenu miasta Wrocławia i stanowi ona jedną z dwóch parafii ewangelicko-augsburskich na jego terenie, obok parafii Opatrzności Bożej.
Do parafii należy kościół św. Krzysztofa we Wrocławiu, stanowiący jej kościół parafialny, jak również filialny Kościół Gustawa Adolfa, położony w dzielnicy Sępolno.
W kościele św. Krzysztofa we  Wrocławiu w każdą niedzielę odbywają się dwa nabożeństwa – w języku niemieckim oraz w języku polskim. Z uwagi na przynależność do parafii osób anglojęzycznych organizowane są także nabożeństwa w języku angielskim. 
Ponadto niemieckojęzyczne nabożeństwa prowadzone są przez parafię w następujących miejscowościach:
- Jelenia Góra – nabożeństwa domowe[28]
- Legnica – nabożeństwa odbywają się w kościele Marii Panny[28]
- Wałbrzych – nabożeństwa domowe[28]

Parafia prowadzi spotkania dla kobiet, lekcje religii, spotkania dla osób zainteresowanych luteranizmem, a raz w miesiącu we Wrocławiu odbywają się też godziny biblijne. Działa Stacja Socjalna, zajmująca się ambulatoryjną pomocą domową oraz Stacja Pomocy Joannitów, która prowadzi wypożyczalnię sprzętu rehabilitacyjnego. W miesiącach zimowych funkcjonuje kuchnia dla bezdomnych. Odbywają się także kursy języka polskiego dla osób pochodzących z Ukrainy.